# Liste des cardinaux créés par Urbain IV
Au cours de son pontificat (1261-1264), Urbain IV a créé 14 cardinaux (dont 3 futurs papes) dans 2 consistoires.

## Créés le 17 décembre 1261
- Guido Foucois, futur pape Clément IV
- Raoul de Grosparmy
- Simone Paltineri
- Simon de Brion, futur pape Martin IV
- Uberto di Cocconato
- Giacomo Savelli, futur pape Honorius IV
- Goffredo da Alatri

## Créés le 22 mai 1262
- Henri de Suse
- Anchero Pantaléon
- Guillaume de Bray
- Guy de Bourgogne, O.Cist.
- Annibale d’Annibaldi, O.P.
- Giordano Pironti
- Matteo Rosso Orsini

### Source
- Charles Berton et Jacques-Paul Migne, Dictionnaire des cardinaux : contenant des notions générales sur le cardinalat, Paris, Jacques-Paul Migne, 1857, 1824 p. (lire en ligne), p. 1719